# Nesoenas mayeri duboisi
La paloma rosada de Reunión (Nesoenas mayeri duboisi ) es una subespecie extinta de paloma que antiguamente vivía en la isla Mascareñas de Reunión. Se conoce por la descripción de una paloma de color rojo óxido dada por Dubois en 1674 y un único húmero subfósil que coincide con el de la paloma rosa de Mauricio en características genéricas, excepto que es un poco más largo. Además, la referencia de Dubois a que el pico es rojo en la base y los ojos están rodeados por un anillo rojo sugiere que esta especie estaba estrechamente relacionada con el taxón de Mauricio. La descripción de Dubois fue la siguiente:

palomas salvajes, repletas de ellas por todas partes, algunas con plumas de color pizarroso [ Alectroenas ?], otras de color rojo rojizo [ N. duboisi ]. Son un poco más grandes que las palomas europeas y tienen el pico más grande, rojo en el extremo cerca de la cabeza, y los ojos rodeados del color del fuego, como los faisanes. Hay una estación en la que están tan gordos que ya no se les puede ver la cloaca [croupión]. Tienen muy buen sabor. Palomas torcaces y tórtolas, como se ven en Europa y tan buenas.

Se considera una subespecie de la paloma de Mauricio, también llamada paloma rosada (Nesoenas mayeri).
Su género Nesoenas fue frecuentemente sinónimo de Columba en el pasado, pero más recientemente ha sido sinónimo de Streptopelia. Como la paloma rosada y la tórtola malgache no pueden ubicarse firmemente en ninguno de estos dos géneros, pero aparentemente representan un linaje distinto que divergió temprano, probablemente del antepasado de Streptopelia , parece (al menos por el momento) que lo mejor es separarlos de nuevo en Nesoenas. Esto restaura el género de la paloma rosada de la Reunión al que se describió originalmente.
Parece haber habido entre una y tres especies más de columbidos en Reunión (sin contar el invalidado «solitario de Reunión»). Willem Ysbrandtszoon Bontekoe mencionó en 1619 que los ramiers (palomas) con alas azules eran abundantes; aparentemente una especie de Alectroenas. Dubois, por su parte, se refirió a nada menos que cuatro tipos de palomas: ramiers , tourterelles (tórtolas) y dos clases de palomas , una roja oxidada -la especie actual- y otra gris pizarra. Tanto los ramiers como los tourterelles de Dubois podrían referirse a una población local de tórtola malgache, posiblemente una subespecie extinta, que se conoce por un húmero subfósil y un cúbito. El pájaro gris pizarra o los ramiers, respectivamente, parecen ser las aves descritas por Bontekoe. Lo que podría haber sido la forma restante, las tourterelles o las palomas gris pizarra, respectivamente, es completamente irresoluble en este momento, aunque no se puede descartar por completo la posibilidad de que sea un pariente de la Paloma de rodrigues.

## Extinción
Dado que Dubois sólo mencionó explícitamente la paloma rosada de la Reunión, poco se puede decir sobre su extinción. Los últimos informes sobre palomas nativas fueron del Père Bernardin en 1687 y de Guillaume Houssaye en 1689, aunque las Alectroenas pueden haber existido durante un tiempo algo más largo. Jean Feuilley en 1705 mencionó que todas las palomas nativas estaban extintas; Parece probable que las ratas y los gatos introducidos, combinados con la caza excesiva, fueran las causas de la extinción de las aves.